# Клаштерец-над-Огржи
Клаштерец-над-Огржи (чеш. Klášterec nad Ohří , нем. Klösterle an der Eger) — город на северо-западе Чешской Республики, в районе Хомутов Устецкого края.
Расположен на левом берегу реки Огрже между Рудными и Доуповскими горами в 36 км к востоку от знаменитого курортного города Карловы Вары и в 6 км к западу от города Кадань.
Город, который называют воротами в Рудные горы, находится на железнодорожной трассе Карловы Вары — Клаштерец-над-Огржи — Хомутов.
Население — 15 166 человек (2013). Средний возраст жителей — 36,2 года.

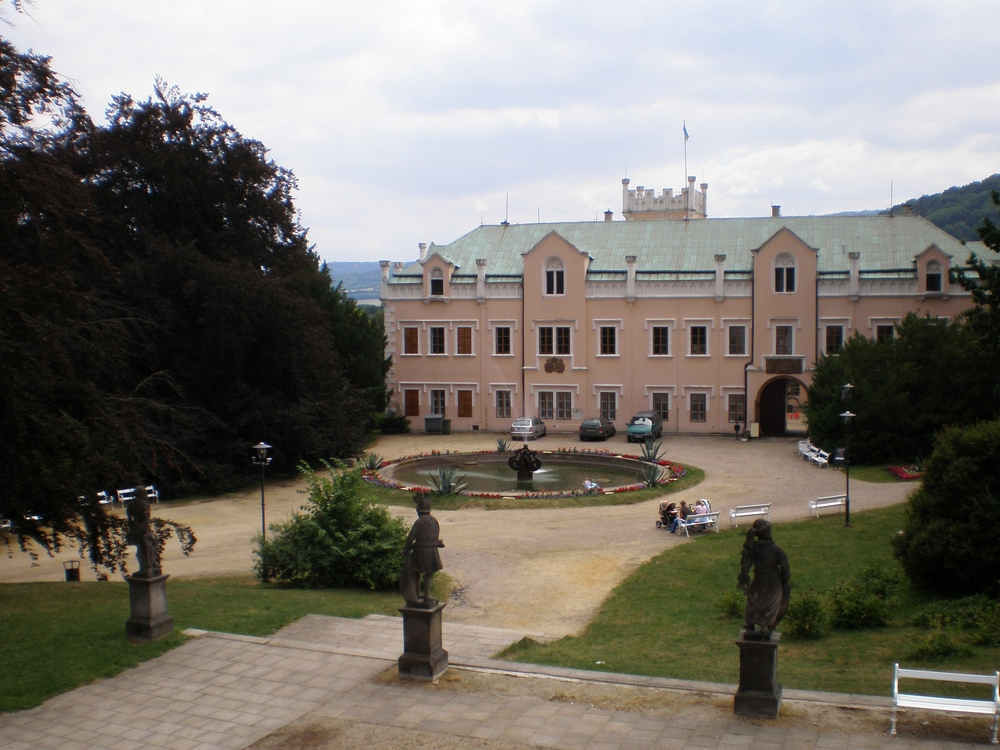
Замок Клаштерец-над-Огржи

## История
Основание селения Клаштерец относят к периоду с 1150 по 1250 годы и связывают с небольшим монастырем, построенным в это время бенедиктинцами. Он, как и все монастыри религиозных орденов раннего феодализма был основан с целью распространения христианства среди язычников. Вскоре здесь была построена церковь с приходским кладбищем и, вероятно, монастырская школа.
В 1277 король Пржемысл Отакар II упразднил местный монастырь и присоединил его земли к своим владениям. После этого селение и округа в качестве лена получило семейство Шумбурков, а первой трети XIV века земли приобрел представитель рода Пернштейнов, который построил здесь родовой замок. В 1352 году в письменных источниках впервые упоминается латинское название этого селения — Claustrellum, а в 1356 году появляется впервые немецкое название — Klosterlin.
С XVI по конец XIX века эти земли принадлежали роду Тун и Гогенштейн. В этот период был возведён костёл Святейшей Троицы в стиле барокко, неоготический замок и разбит великолепный английский парк вокруг замка.

## Достопримечательности
- Доминантой города является замок (1514—1538), в котором сейчас работает Музей чешского фарфора. Замок окружен обширным парком в английском стиле (2-я половина 17 века) на берегу реки Огрже.
- Площадь Святой Троицы (1664)
- Колона Девы Марии (Чумной столб)
- Костел Богоматери утешение (1743—1760). Рядом с ним кладбище построенное в 1764—1765 гг. Внешняя стена кладбища — портал со статуями ангелов и ваз, датируемых примерно 1760 годом. На кладбище заслуживают внимания три памятника: первый — 1923 года жертвами Первой мировой войны. Второй — на братской могиле 34 красноармейцев, погибших при освобождении города в 1945 году. Третий памятник — гранитный валун с терновым венцом и надписью в память о жертвах войн и насилия.
- Статуи-аллегории Лето (Aestas), Осень (Autumnus), Зима (Hiems), Земля (Terra) и четырёх континентов: Европы, Азии, Америки и Африки работы известного чешского мастера эпохи барокко Яна Брокофа (1652—1718).

## Население
| Год  | Численность | Численность |
| ---- | ----------- | ----------- |
| 1869 | 5800        | [ 7 ]       |
| 1880 | 5967        | [ 7 ]       |
| 1890 | 6190        | [ 7 ]       |
| 1900 | 6486        | [ 7 ]       |
| 1910 | 7062        | [ 7 ]       |
| 1921 | 6627        | [ 7 ]       |
| 1930 | 7336        | [ 7 ]       |
| 1950 | 4770        | [ 7 ]       |
| 1961 | 5838        | [ 7 ]       |
| 1970 | 9173        | [ 7 ]       |
| 1980 | 13 255      | [ 7 ]       |
| 1991 | 16 213      | [ 7 ]       |
| 2001 | 15 757      | [ 7 ]       |
| 2011 | 14 591      | [ 7 ]       |
| 2014 | 14 902      | [ 8 ]       |
| 2016 | 14 730      | [ 9 ]       |
| 2017 | 14 573      | [ 10 ]      |
| 2018 | 14 496      | [ 11 ]      |
| 2019 | 14 533      | [ 12 ]      |
| 2020 | 14 526      | [ 13 ]      |
| 2021 | 14 365      | [ 14 ]      |
| 2022 | 14 190      | [ 15 ]      |
| 2023 | 14 324      | [ 16 ]      |
| 2024 | 14 175      | [ 4 ]       |

## Галерея

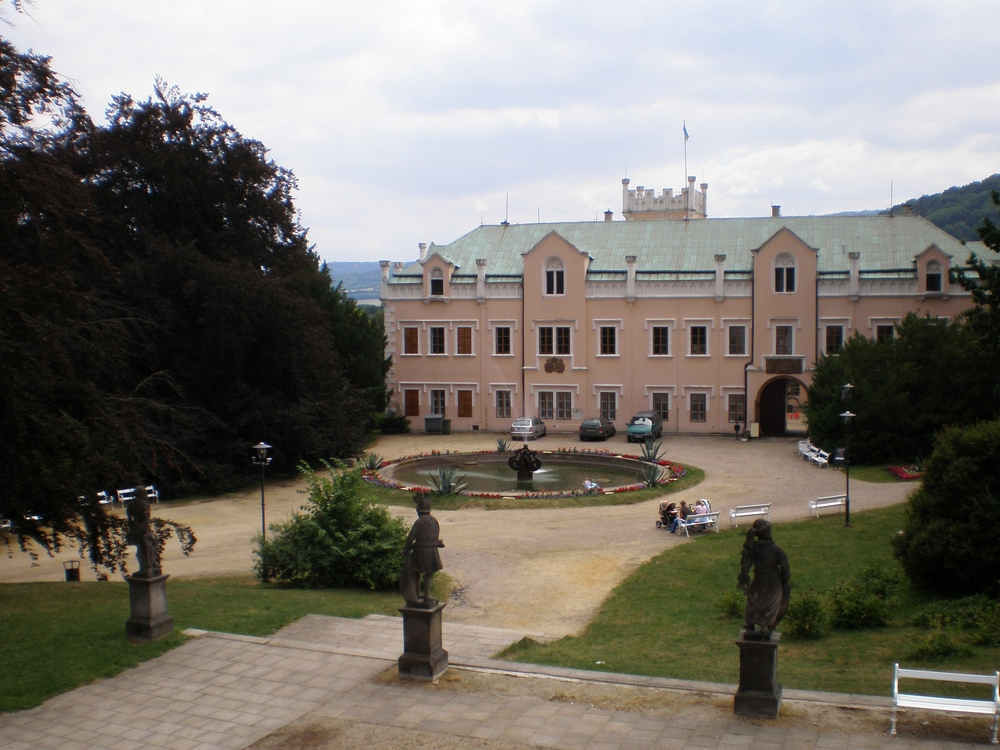
Замок
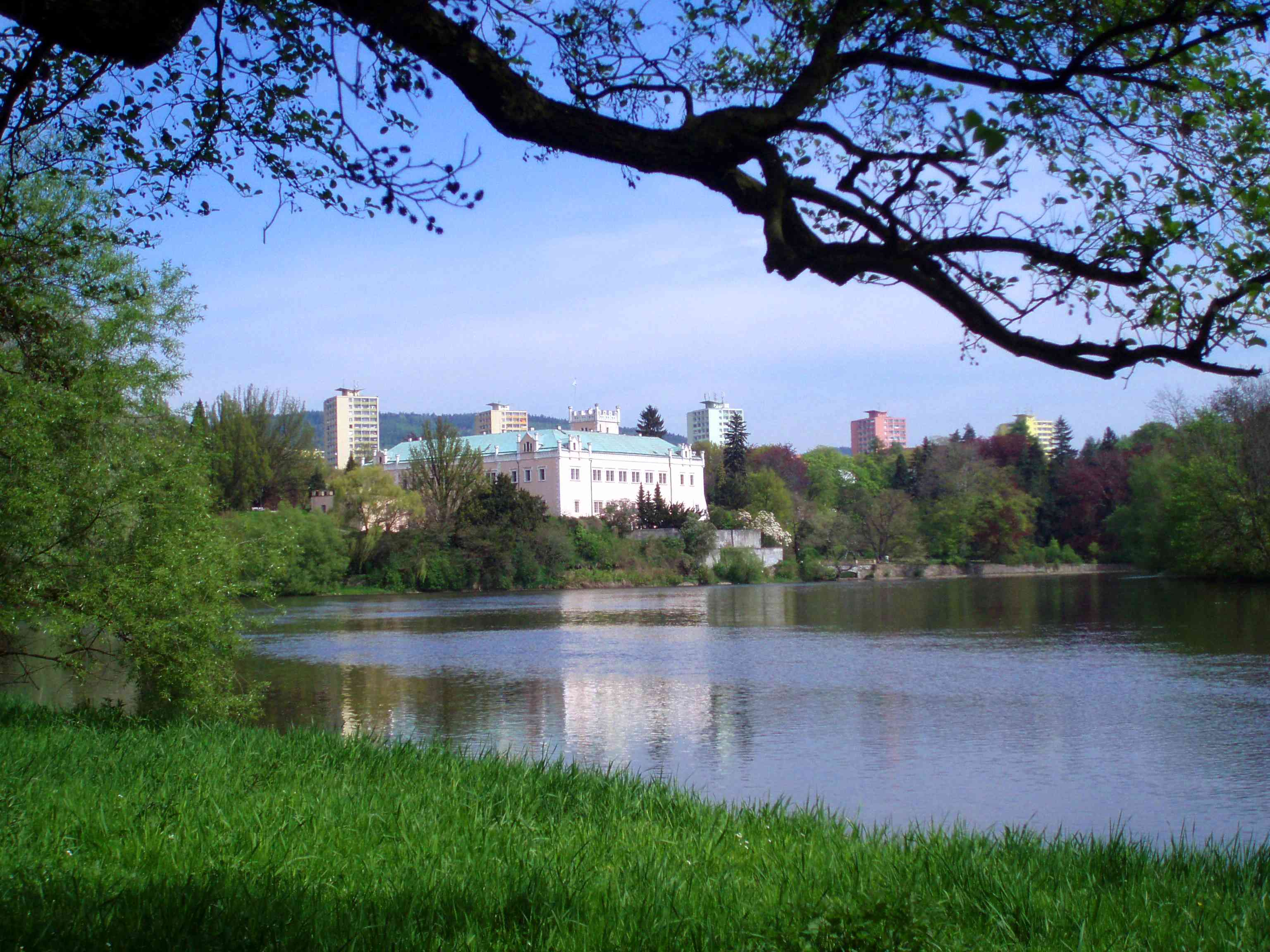
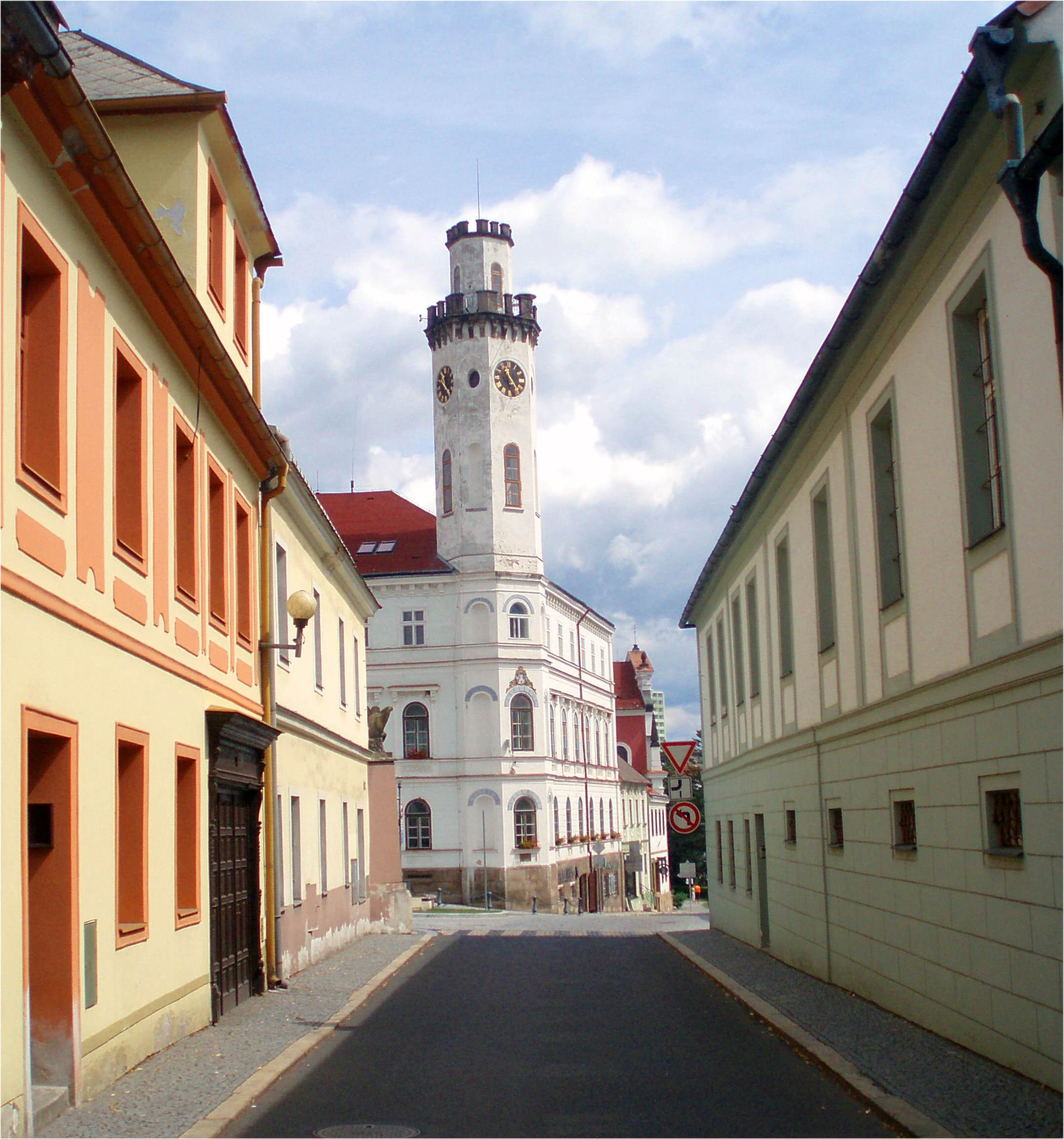
Ратуша
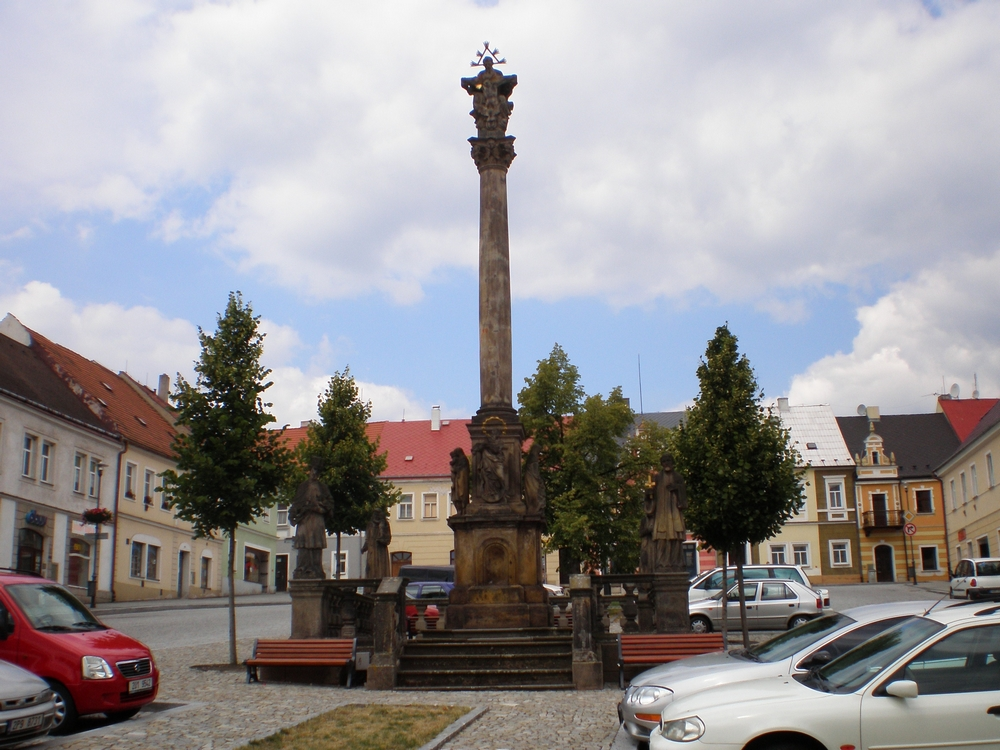
Колона Девы Марии (Чумной столб)